# Chiromantis samkosensis
Chiromantis samkosensis е вид жаба от семейство Rhacophoridae.

## Разпространение
Този вид е разпространен в Камбоджа.